# Santiago Colombatto
Santiago Colombatto (ur. 17 stycznia 1997 w Ucacha) – argentyński piłkarz pochodzenia włoskiego występujący na pozycji defensywnego pomocnika, od 2023 roku zawodnik hiszpańskiego Realu Oviedo.